# Parthenay
Parthenay – miejscowość i gmina we Francji, w regionie Nowa Akwitania, w departamencie Deux-Sèvres.
Według danych na rok 1990 gminę zamieszkiwało 10 809 osób, a gęstość zaludnienia wynosiła 950 osób/km² (wśród 1467 gmin regionu gmina ta plasuje się na 12. miejscu pod względem liczby ludności, natomiast pod względem powierzchni na miejscu 759.).
W 1940 w Parthenay i okolicy formowano wielkie jednostki piechoty Armii Polskiej we Francji: 2 Dywizję Strzelców Pieszych i 4 Dywizję Piechoty.

## Miasta partnerskie
- Manakara, Madagaskar
- Weinstadt, Niemcy
- Arnedo, Hiszpania
- Abrantes, Portugalia
- Tsévié, Togo
- Tipperary, Irlandia
- Edmundston, Kanada